# Caragana bicolor
Caragana bicolor är en ärtväxtart som beskrevs av Vladimir Leontjevitj Komarov. Caragana bicolor ingår i släktet karaganer, och familjen ärtväxter. Inga underarter finns listade i Catalogue of Life.